# برينت ماهر
برينت ماهر (بالإنجليزية: Brent Maher)‏ هو كاتب أغاني ومنتج أسطوانات أمريكي، ولد في القرن العشرين في تشاس في الولايات المتحدة.

## وصلات خارجية
- برينت ماهر على موقع ميوزك برينز (الإنجليزية)
- برينت ماهر على موقع ديسكوغز (الإنجليزية)